# Adeloneivaia
Adeloneivaia är ett släkte av fjärilar. Adeloneivaia ingår i familjen påfågelsspinnare.

## Bildgalleri

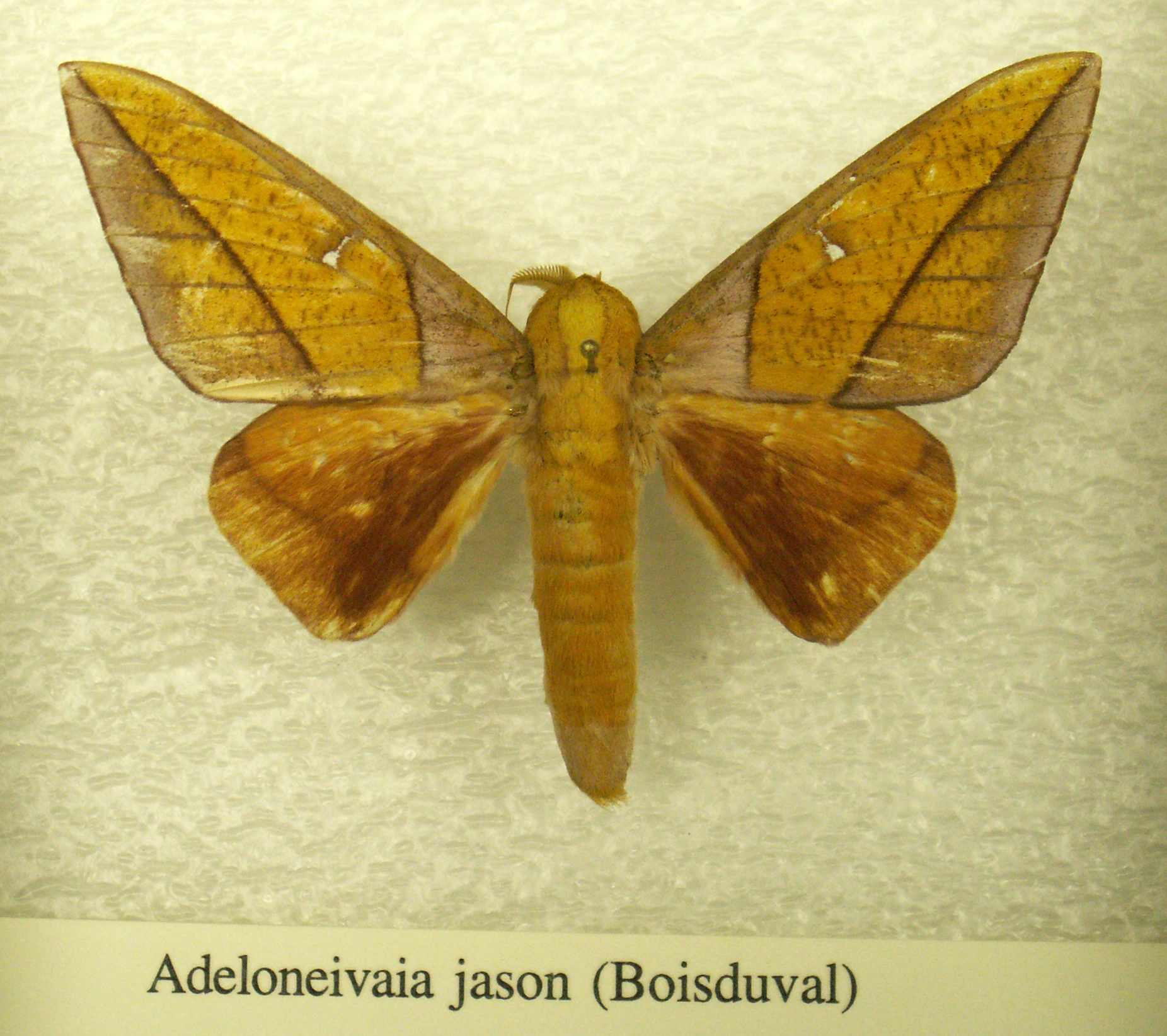

## Dottertaxa tillAdeloneivaia, i alfabetisk ordning[1]
- Adeloneivaia acuta
- Adeloneivaia apicalis
- Adeloneivaia boisduvalii
- Adeloneivaia boliviana
- Adeloneivaia bombacis
- Adeloneivaia boulleti
- Adeloneivaia brasiliensis
- Adeloneivaia carisma
- Adeloneivaia catharina
- Adeloneivaia catoxantha
- Adeloneivaia confusa
- Adeloneivaia curvilinea
- Adeloneivaia diluta
- Adeloneivaia fallax
- Adeloneivaia guianensis
- Adeloneivaia irrorata
- Adeloneivaia isara
- Adeloneivaia jason
- Adeloneivaia lacrimata
- Adeloneivaia marginata
- Adeloneivaia maroniana
- Adeloneivaia meridionalis
- Adeloneivaia minuta
- Adeloneivaia montezuma
- Adeloneivaia obscura
- Adeloneivaia pacifica
- Adeloneivaia packardi
- Adeloneivaia parallela
- Adeloneivaia pelias
- Adeloneivaia sabulosa
- Adeloneivaia schubarti
- Adeloneivaia subangulata
- Adeloneivaia yucatana